# バニョーリ・デル・トリーニョ
バニョーリ・デル・トリーニョ（イタリア語: Bagnoli del Trigno）は、イタリア共和国モリーゼ州イゼルニア県にある、人口約700人の基礎自治体（コムーネ）。

## 地理

### 位置・広がり
イゼルニア県東部のコムーネである。

#### 隣接コムーネ
隣接するコムーネは以下の通り。括弧内のCBはカンポバッソ県所属を示す。
- チヴィタノーヴァ・デル・サンニオ
- ドゥローニア (CB)
- ピエトラクーパ (CB)
- サルチート (CB)